# Burg Adendorf

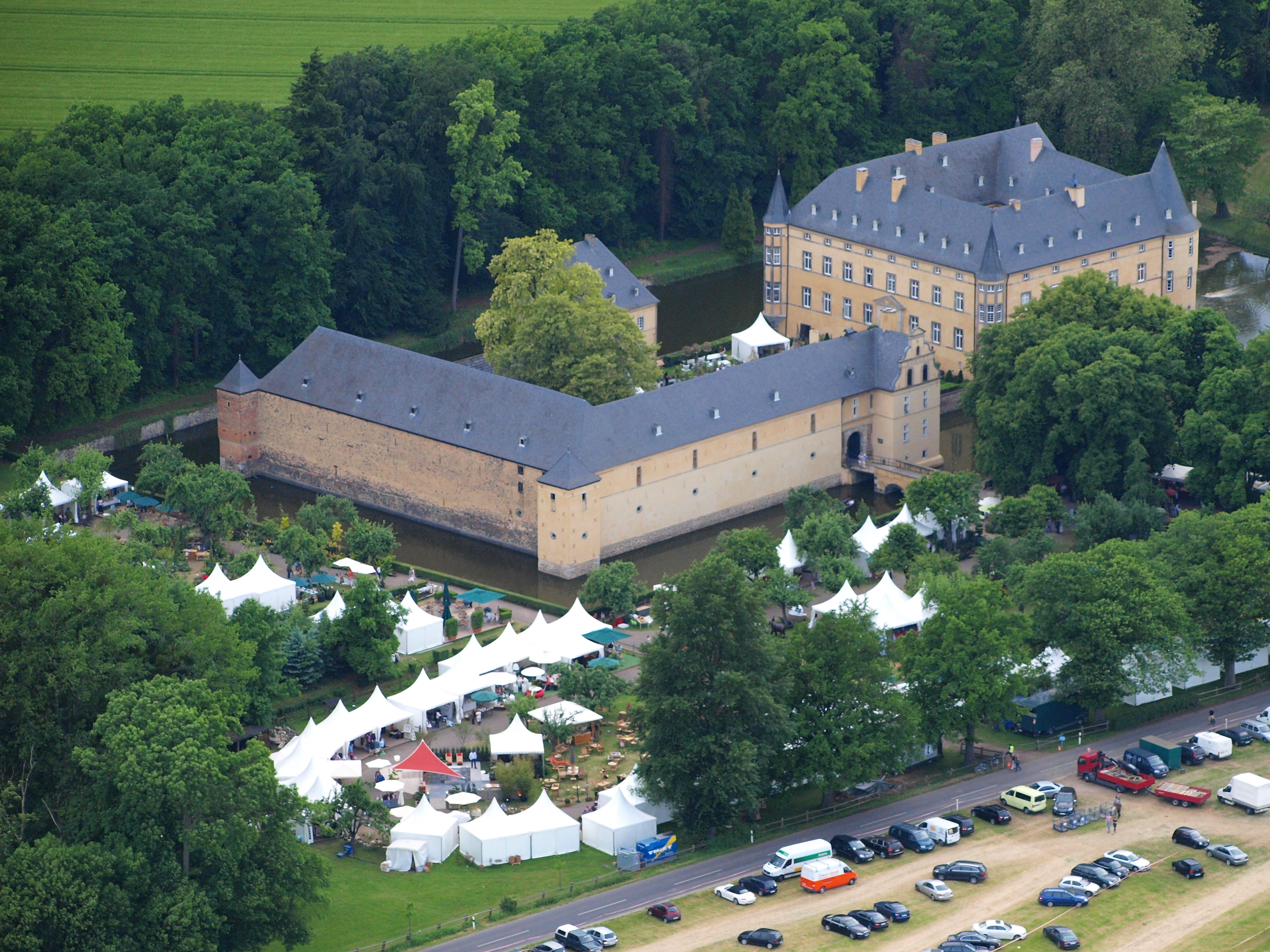
Luftbild der Burg Adendorf

Die Burg Adendorf liegt am südlichen Rand von Adendorf, einem Ortsteil von Wachtberg in Nordrhein-Westfalen. 
Bei der Burg Adendorf handelt es sich um eine Wasserburg, die später zum Wasserschloss, ausgebaut wurde. Sie steht als Baudenkmal unter Denkmalschutz und ist eine der besterhaltenen Wasserschlossanlagen im Rhein-Sieg-Kreis.
Die Anlage wurde 1337 erstmals urkundlich erwähnt und entwickelte sich über die Jahre von einem zweiflügeligen Winkelbau zu einer geschlossenen Vierflügelanlage, die nach ihrem Umbau zu einem Schloss kaum noch verändert worden ist und damit ihre Erscheinung des 17. Jahrhunderts im Großen und Ganzen bewahrt hat. Seit 1826 ist sie Eigentum der Freiherren von Loë, die bis heute dort wohnen.

## Geschichte

### Mittelalter

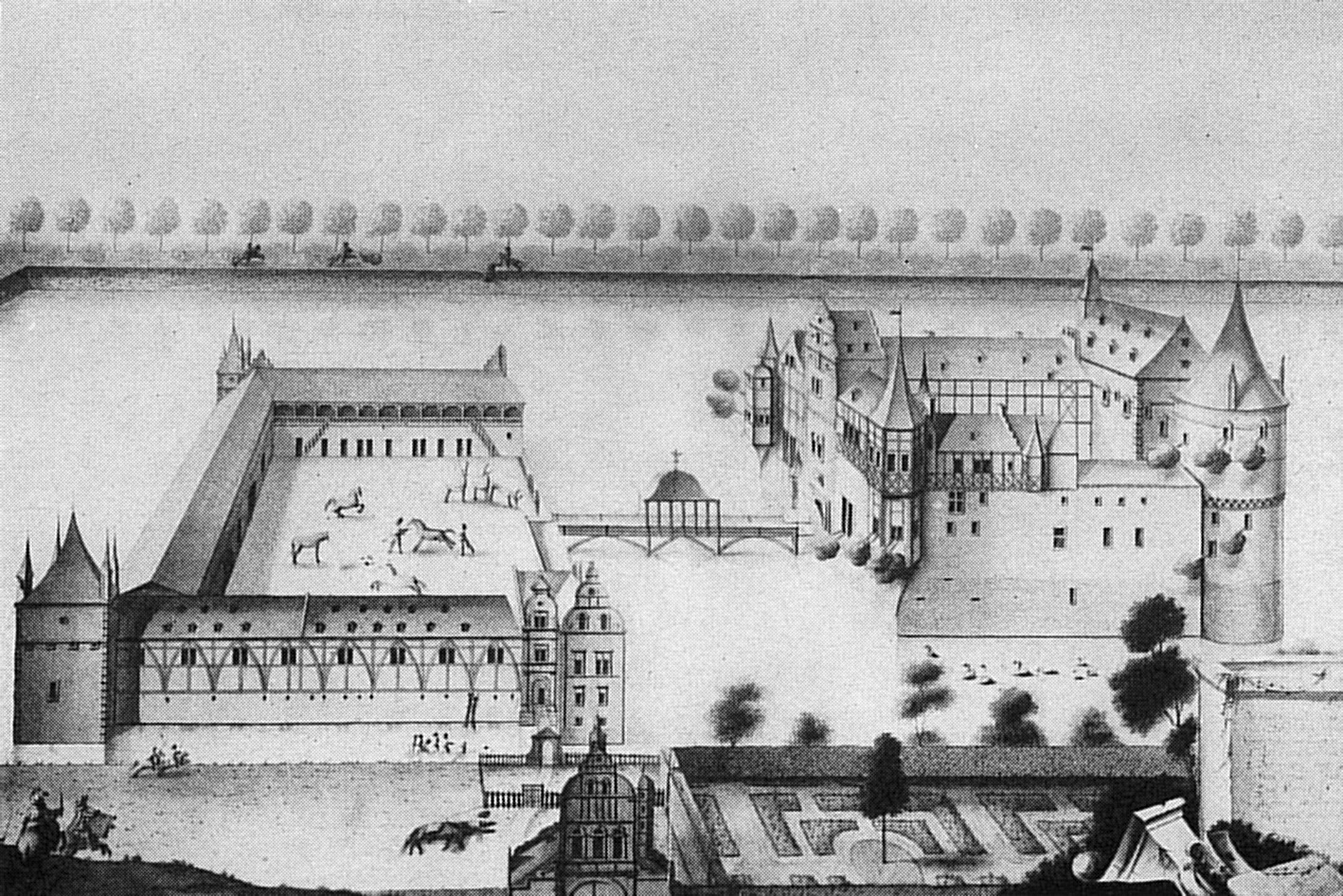
Burg Adendorf um 1600, Zeichnung aus dem Jahr 1785 von Charles Dupuis

Burg Adendorf ist der Nachfolgebau einer westlich des heutigen Standorts gelegenen hochmittelalterlichen Motte, die als Hof Cumbe in den Urkunden erscheint. Der vier Meter hohe Burghügel liegt einige hundert Meter von der Schlossanlage entfernt und war im 14. Jahrhundert im Besitz der Herren von Hüchelhoven.
Bereits 1214 wird erstmals ein Adelsgeschlecht „de Aedendorp“ erwähnt, dessen Mitglied Arnold von Adendorp für 1282 urkundlich verbürgt ist. Seine Familie hat vor 1337 am heutigen Standort eine neue Burg erbaut, die Ritter Paul von Hüchelhoven und seine Frau Margarethe von Eschweiler am 22. Oktober jenes Jahres dem Grafen von Jülich, Wilhelm I., zu Lehen und als Offenhaus auftrugen. Bereits 1404 hatte die Lehnshoheit über Adendorf aber gewechselt, denn in einem Weistum jenes Jahres wurde Adendorf als gemeinsamer Besitz des Kölner Erzstifts und des Wilhelm von Saffenberg, Graf zu Neuenahr, genannt.
Im Jahr 1413 wurden die von Hüchelhoven durch Johann von Kempenich als Lehnsnehmer der Burg abgelöst. Er wurde aber schon 1420 durch die Herren von Birgel ersetzt, ehe 1453 die Familie von Schöneck als Besitzerin folgte. Schließlich gelangte die Anlage an die Familie von Orsbeck. Während diese Burgherrin war, wurde Adendorf in den Streit zwischen seinem Lehnsherrn, dem Kölner Erzbischof Ruprecht von der Pfalz, und dem Landgrafen Heinrich III.von Hessen verwickelt, in dessen Verlauf die Burg 1476 durch landgräfliche Truppen kurz belagert und eingenommen wurde. 1484 oder 1485 kaufte Georg II. von der Leyen das Anwesen, das anschließend über 300 Jahre lang im Besitz dieser Familie blieb.

### Neuzeit

Burg Adendorf um 1866, Lithografie nach einer Vorlage von Christian Hohe

Nachdem Hugo Ernst von der Leyen 1653 in den Reichsfreiherrenstand erhoben und Adendorf 1659 reichsunmittelbar geworden war, ließ der Burgherr – wahrscheinlich als Ausdruck seiner veränderten sozialen Stellung – die wehrhafte Anlage gemeinsam mit seiner Frau Maria von Quadt zu Buschfeld bis 1663 zu einem repräsentativen Renaissanceschloss umbauen. Dabei wurden die spätmittelalterlichen Fachwerkbauten wie zum Beispiel die Erkertürmchen durch Steinbauten ersetzt und die Fassaden vereinheitlicht. Etwa zeitgleich wurde auch die Vorburg verändert.
Am 18. Oktober 1829 kaufte Friedrich Karl von Loë zu Wissen der 1806 gefürsteten Besitzerfamilie das Anwesen ab. Der neue Eigentümer nutzte das Schloss jedoch nicht als Wohnsitz, sondern residierte auf dem Hauptsitz seiner Familie am Niederrhein und überließ die Verwaltung von Adendorf einem Unterrentmeister. Trotzdem erfolgte 1842 ein erneuter Umbau nach den Plänen des Architekten Christian von der Emden. Zu den Veränderungen zählte die Verfüllung des Wassergrabens zwischen Herrenhaus und Vorburg, nach der die nicht mehr benötigte Brücke durch eine kleine Freitreppe ersetzt wurde.
Erst ab 1888 diente das Schloss wieder als Wohnsitz, denn in jenem Jahr bezog die verwitwete Therese von Loë dort Domizil. In den Jahren zuvor war das Anwesen für diesen Zweck hergerichtet worden, indem zum Beispiel der Architekt Ittenbach 1887 eine neogotische Schlosskapelle einrichtete. Bereits 1884 war ein marodes Erkertürmchen erneuert und die zur Vorburg führende Zugbrücke durch eine gemauerte Steinbrücke ersetzt worden. Noch im Jahr ihres Einzugs beauftragte die neue Schlossherrin die Firma Dahs, Reuter & Co. mit der Neugestaltung des Schlossareals. Der im Dezember 1888 vorgelegte Entwurfsplan sah zum Beispiel die Umwandlung der Fischteiche zu einem Gartenweiher vor und wurde größtenteils realisiert. Die Arbeiten dafür fanden im Jahr 1889 statt. Einige Pflanzungen wurden allerdings erst 1895 vorgenommen.

### Ab 20. Jahrhundert
Der Landschaftsgarten rund um das Schloss erfuhr um 1914 noch einmal eine Umgestaltung, dann jedoch blieb die Anlage lange unverändert. Erst in den 1970er Jahren erfolgte eine Gesamtinstandsetzung.
Gloria von Thurn und Taxis lebte in den 1970er Jahren kurzzeitig hier und besuchte das Konrad-Adenauer-Gymnasium in Meckenheim.
1982/1983 wurde das Natursteinmauerwerk der Anlage saniert und Malereien im Sterngewölbe eines Eckturms des Haupthauses freigelegt sowie konserviert. Von 1984 bis 1987 erfolgte die Instandsetzung des Innenhofs. Eine weitere Restaurierung wurde von 2006 bis 2008 vorgenommen. Für die Arbeiten wurde der Wassergraben abgelassen. Viele Restaurierungsarbeiten der jüngeren Vergangenheit wurden zum Teil mit Mitteln der Deutschen Stiftung Denkmalschutz durchgeführt, zuletzt 2011.
Alljährlich veranstalten die Eigentümer Georg Freiherr von Loë und seine Frau Gabriela auf dem Schlossareal zusammen mit einem Messeunternehmen an Christi Himmelfahrt eine Landpartie genannte Messe für Luxusgüter. Seit 2009 können im Kaminsaal des Schlosses standesamtliche Trauungen vorgenommen werden. Im Innenhof finden bisweilen sommerliche Konzerte von Chören und Orchestern statt.
Rund zweimal jährlich sind Filmproduktionsfirmen Nutzer der Anlage. So wurden 2008 Teile des Jo-Baier-Films Henri 4 im Bereich der Burg gedreht, während das Anwesen 2011 als Kulisse für die Tatort-Folge Hinkebein mit dem Schauspieler Axel Prahl diente. Götz George drehte hier zwei Folgen für die Krimi-Reihe. Die Schlossanlage war auch Filmkulisse für eine Folge der Reihe Wilsberg mit Leonard Lansink. Von Mai 2023 bis Juli 2024 fanden Dreharbeiten zu Mother Mary von David Lowery mit Anne Hathaway in der Burg statt (Kinostart für 2025 erwartet).

## Beschreibung

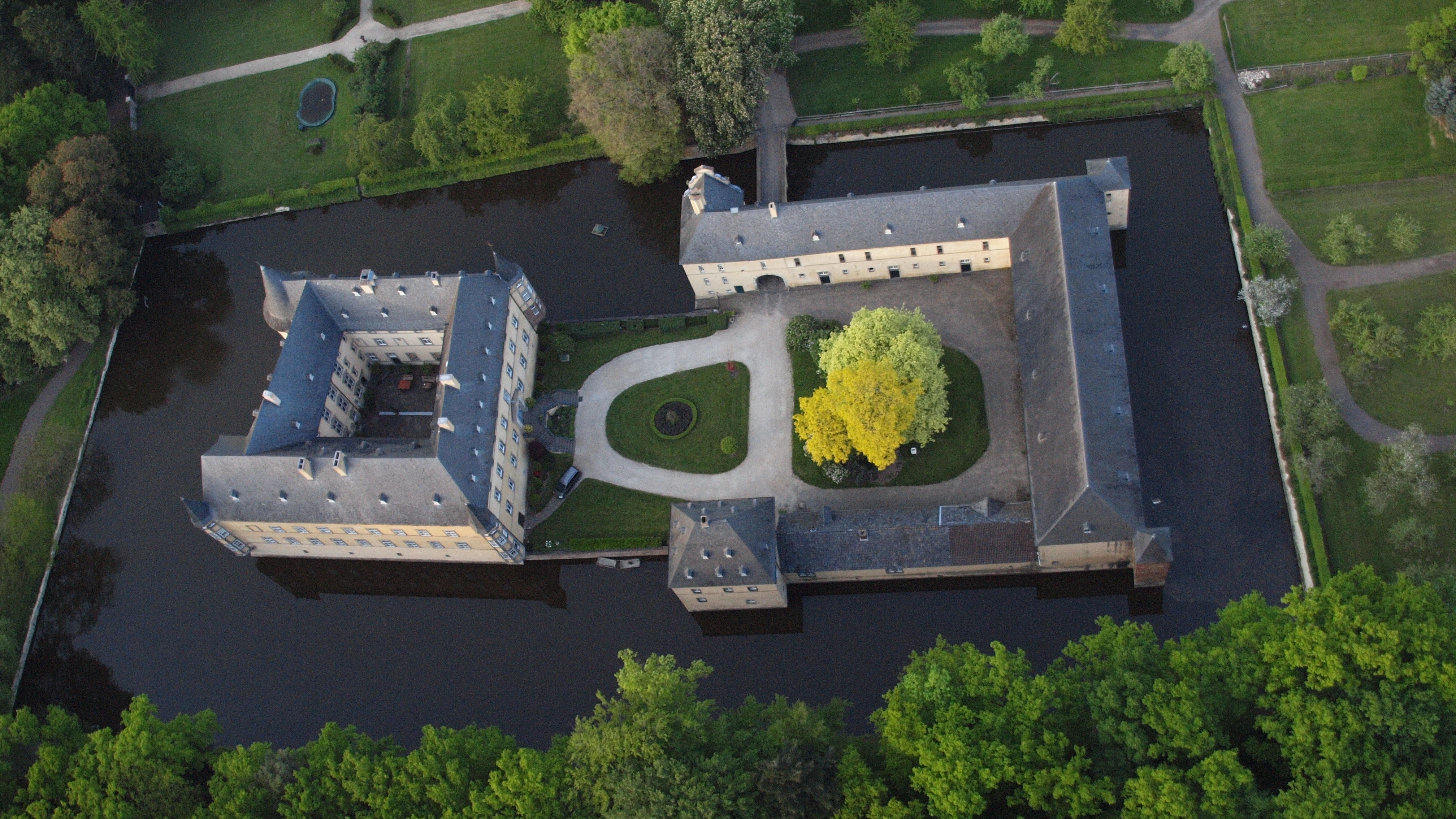
Luftbild der Anlage

Burg Adendorf ist eine zweiteilige Anlage, bestehend aus einem kastellartigen Herrenhaus und einer südöstlich davon gelegenen Vorburg, die auf einer gemeinsamen Insel mit rechteckiger Form stehen. Der die Insel umgebende breite Wassergraben ist von einer Mauer eingefasst und rund um das Herrenhaus teichartig erweitert. Er wird vom Mühlenbach gespeist. Zum Anwesen gehört neben umfangreichen forst- und landwirtschaftliche Nutzflächen ein Schlosspark im Landschaftsstil mit altem Baumbestand. In ihn sind die Reste eines formalen Gartens integriert, der noch in seiner Grundkonzeption zu erkennen ist. Er liegt außerhalb des Wassergrabens nördlich der Schlossgebäude.

### Vorburg

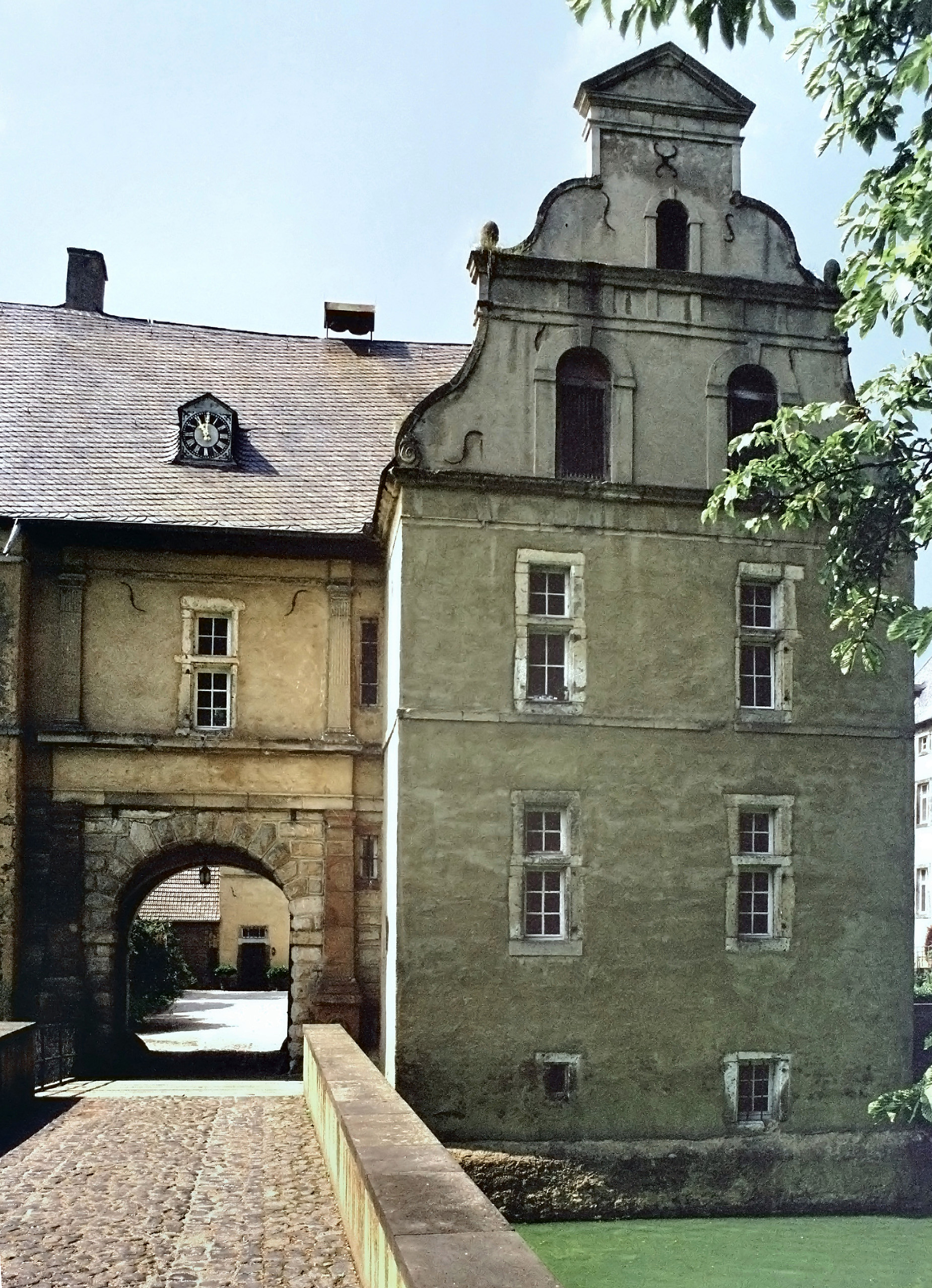
Der Torbau der Anlage

Die dreiflügelige Vorburg besitzt eine zum Haupthaus geöffnete Hufeisenform und kann durch einen Torbau an der Nordecke betreten werden. Das dreigeschossige Torhaus mit geschweiftem Giebel in Formen der niederländischen Renaissance stammt wohl aus der Zeit um 1600. Sein Kamin in der sehr seltenen Form eines achteckigen Sterns deutet darauf hin, dass der Architekt vielleicht aus Nimwegen stammte. Das Tor ist über eine steinerne Bogenbrücke erreichbar, auf die eine Linden- und Kastanienallee zuführt. An seiner zur Brücke gelegenen östlichen Schmalseite besitzt das Torhaus schmale Schießscharten. Die rundbogige Toreinfahrt besteht aus Buckelquadern und wird von Pilastern flankiert. Die Tordurchfahrt ist von einem Kreuzgratgewölbe überspannt.
Die Ost- und Südecke der Vorburg sind durch quadratische Türme markiert, von denen der östliche nach einem Erdbeben 1951/1952 durch bauliche Sicherung gerade noch vor dem Einsturz bewahrt werden konnte. Die Türme besitzen einen Unterbau aus Bruchstein und bestehen ansonsten aus Backstein. Ihr Pyramidenhelm ist mit Schieferschindeln gedeckt. Schießscharten ermöglichten eine Bestreichung der Gräben.
Der zweigeschossige Nordostflügel nahm früher die Ställe auf. Zwischen dem Erdgeschoss mit kleinen  Rundfenstern und dem Obergeschoss mit Rechteckfenster zieht sich entlang der Außenseiten ein flaches Gesimsband. Das Erdgeschoss des Trakts ist mit einem Kreuzgratgewölbe ausgestattet. Dieses wird von einer zentralen Reihen achteckiger Pfeiler mit viereckigen Deckplatten getragen. Ebenfalls zweigeschossig ist die Scheune im Südostflügel der Vorburg. Sie wurde vollständig aus Bruchstein errichtet und besitzt nur schmale Lichtschlitze. An der Hofseite führen Rundbogentore ins Innere, über denen sich das Allianzwappen der Familie von der Leyen und von Quadt sowie die Jahreszahl 1776 findet. Der dritte Vorburgflügel besteht aus einer eingeschossigen Remise mit Bruchsteinmauerwerk und der ehemaligen Rentei an der Westecke. Dieses zweigeschossige Gebäude mit schiefergedecktem, hohem Walmdach besitzt Fenster mit Hausteinfassungen. An der Hoffassade sind direkt unter der Dachtraufe das von der Leyensche Wappen und die Jahreszahl 1669 zu sehen.

### Herrenhaus

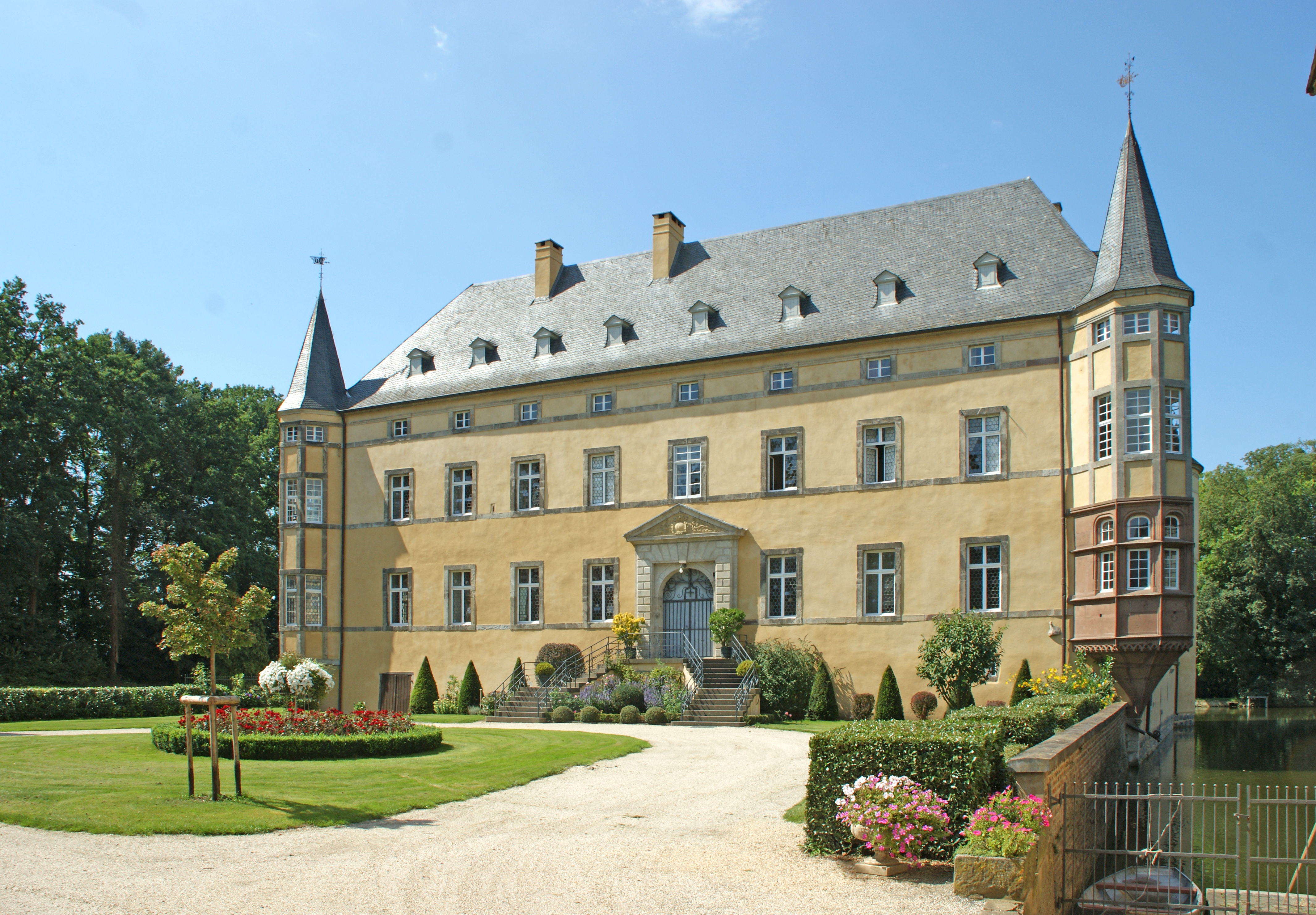
Herrenhaus, Ansicht von Westen

Das Haupthaus ist ein vierflügeliger Putzbau, dessen Trakte sich um einen nahezu quadratischen Innenhof gruppieren. Der Grundriss geht auf eine Burg des 14. Jahrhunderts zurück. Die zweieinhalb Ziegelgeschosse des Baus erheben sich über einem hohen Sockelgeschoss aus Bruchstein und sind von steilen Satteldächern mit kleinen Gauben und Schieferdeckung abgeschlossen. Die Gestaltung des Gebäudes erinnert an niederländische Vorbilder, vielleicht dienten aber auch italienische Landvillen im Stil des Manierismus den Schlossherren als Vorlage, denn Söhne der Familie von der Leyen hielten sich mehrere Jahre lang zum Studium in oberitalienischen Städten auf. Der Bau besitzt rechteckige Fenster mit Natursteingewänden und Hausteinbänder als Gesimse. An der Nordecke steht ein wuchtiger, dreigeschossiger Rundturm mit schiefergedecktem Kegeldach. Wie der Stall der Vorburg besitzt er im Erdgeschoss kleine, runde Fenster, während die beiden oberen Geschosse Querstockfenster aufweisen. Der Wehrturm stammt noch von der mittelalterlichen Anlage. In ihm befand sich früher ein Gerichtsraum und das Verlies. Die übrigen Ecken des Herrenhauses sind mit polygonalen Erkertürmchen besetzt, die auf konsolenartigen Vorkragungen in Form von umgestürzten Kegeln ruhen. Ihre steilen, achteckigen  Helme sind schiefergedeckt. Die Turmecken und Fenstereinfassungen bestehen aus Haustein.
Die achtachsige Hauptfassade des Gebäudes liegt an der Südostseite und zeigt zur Vorburg. In ihrer fünften Achse liegt das rustizierte Portal etwas niedriger als das Erdgeschoss. Zu ihm führt eine doppelläufige Treppe mit geschwungener Form hinauf. Es ist von einem flachen Dreiecksgiebel bekrönt, dessen Giebeldreieck das Wappen der Familie von der Leyen zeigt. Hinter dem Portal liegt eine Torhalle mit zwei Kreuzgratgewölben, die durch Gurtbögen voneinander getrennt sind. Die Torhalle führt den Besucher zum Innenhof im Stil der italienischen Renaissance. Über dem Torbogen findet sich an der Hofseite das Allianzwappen der Familien von der Leyen und von Quadt. Viele zum Hof zeigende Fenster sind von Volutengiebeln bekrönt. Der Volutengiebel einer Tür im Nordwestflügel zeigt die Jahreszahl 1659.
An wertvoller Innenausstattung findet sich neben einem hölzernen Treppenhaus aus der Zeit des Spätmittelalters im großen Saal ein Renaissancekamin mit zahlreichen Wappendarstellungen. Er kam um 1900 von der Burg Konradsheim, die gleichfalls Eigentum der Familie von Loë war, nach Adendorf und zeigt die Wappen folgender Adelsgeschlechter: Waldbott, Schall, Bernsau, Haeß, Wachtendonk, Loë, Schinck und Nesselrode.